# Mesfer Alsubaie
Mesfer Ibrahim Mohammed Alsubaie (ar. مسفر بن ابراهيم بن محمد السبيعي;ur. 4 kwietnia 2002) – saudyjski zapaśnik walczący w obu stylach.
Brązowy medalista mistrzostw arabskich w 2021. Ósmy na igrzyskach solidarności islamskiej w 2021 roku.